# 요나시로정
요나시로정(与那城町)은 오키나와현 시마지리군의 옛 정이다. 